# Історизм
Історизм — підхід до філософських проблем, який надає особливого значення специфічному контексту: епосі, географічному розташуванню, місцевій культурі, а також історії становлення того чи іншого питання. Означає доктринальну віру в законний розвиток історії.
Витоки історизму — у вченнях Геракліта, Платона, Арістотеля; дотично до суспільства його розробляли Дж. Віко, Вольтер, Г. Ф. В. Геґель, К. Маркс; у природознавстві — Чарльз Лаєлл і Чарлз Дарвін. З кін. XIX ст. історизм (його називають також історицизмом) зазнавав критики Вільгельма Дільтея, Б. Кроче, Г. Ріккерта, Карла Ясперса, Карла Поппера та інших, які ставили під сумнів можливість встановлення законів розвитку суспільства і пророкування його майбутнього. У сучасній філософії і науці продовжується гостра полеміка з проблем історизму.